# Березанські відомості (газета)
«Березанські Відомості» — друкована громадсько-політична газета.

## Історія видання
Заснована у місті Березань в 1995 році. Реєстраційне свідоцтво КІ № 119 від 6 вересня 1995 року. Дата реєстрації — 6 вересня 1995 р. Співзасновниками є Березанська міська рада та колектив редакції.
Друкувалась українською мовою. Виходила два рази на тиждень (середа та п'ятниця). Висвітлювала різноманітну інформацію та події в місті Березань, навколишніх міст та сіл. Середній одноразовий тираж коливався в межах 1500—1650 екземплярів. Окрім випуску газети колектив редакції надавав поліграфічні послуги: друк бланків, збірок, брошур, різноманітних методичних видань. Надавав фотопослуги, виготовляв фотоколажі тощо. В приміщенні редакції можливо було отримати послугу по доступу до мережі Інтернет.

## Припинення діяльності
Редакція припинила свою діяльність наприкінці 2015 року. Натомість, в січні 2016 року, в місті заснували газету «Березанська громада», яка виходить друком в цьому ж місяці.